# Frommeëlla
Frommeëlla är ett släkte av svampar. Frommeëlla ingår i familjen Phragmidiaceae, ordningen Pucciniales, klassen Pucciniomycetes, divisionen basidiesvampar och riket svampar.
|            | Mainsia                                                                         |
|            |                                                                                 |
|            | Morispora                                                                       |
|            |                                                                                 |
|            | Phragmidium                                                                     |
|            |                                                                                 |
|            | Gymnoconia                                                                      |
|            |                                                                                 |
|            | Trachyspora                                                                     |
|            |                                                                                 |
|            | Physonema                                                                       |
|            |                                                                                 |
|            | Hamaspora                                                                       |
|            |                                                                                 |
|            | Gerwasia                                                                        |
|            |                                                                                 |
| Frommeëlla | \| \| Frommeëlla tormentillae \| \| \| \| \| \| Frommeëlla mexicana \| \| \| \| |
|            | \| \| Frommeëlla tormentillae \| \| \| \| \| \| Frommeëlla mexicana \| \| \| \| |
|            | Kuehneola                                                                       |
|            |                                                                                 |
|            | Arthuriomyces                                                                   |
|            |                                                                                 |
|            | Scutelliformis                                                                  |
|            |                                                                                 |
|            | Xenodochus                                                                      |
|            |                                                                                 |
|            | Joerstadia                                                                      |
|            |                                                                                 |
|            | Frommeëlla tormentillae                                                         |
|            |                                                                                 |
|            | Frommeëlla mexicana                                                             |
|            |                                                                                 |

|  | Frommeëlla tormentillae |
|  |                         |
|  | Frommeëlla mexicana     |
|  |                         |